# Pararge pljesevicae
Pararge pljesevicae är en fjärilsart som beskrevs av Lorkowitsch 1928. Pararge pljesevicae ingår i släktet Pararge och familjen praktfjärilar. Inga underarter finns listade i Catalogue of Life.